# Rollwerk

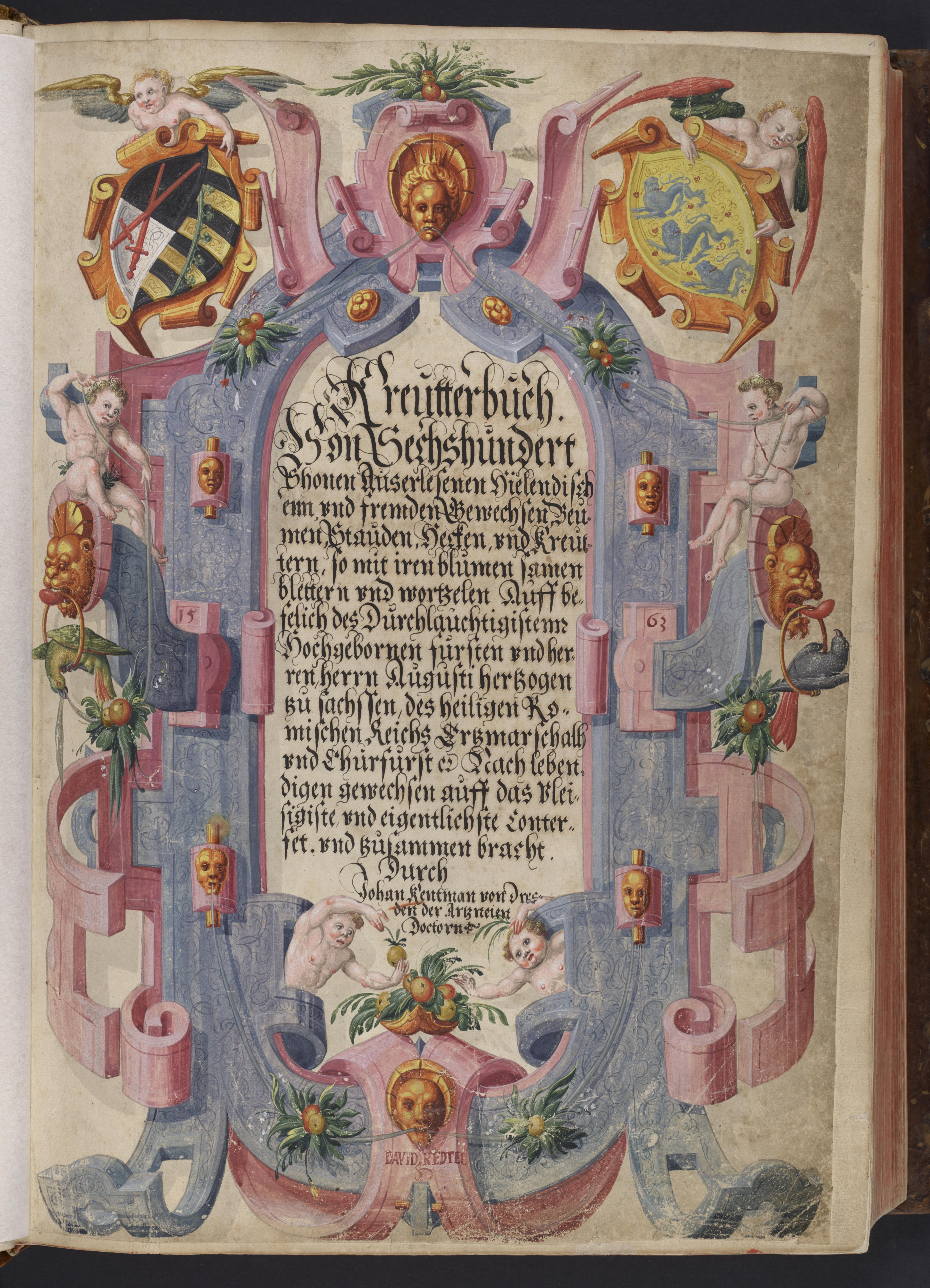
Rollwerkkartusche von David Redtel, 1563 (Titelblatt des Kräuterbuchs von Johannes Kentmann, SLUB Dresden, Mscr.Dresd.B.71)

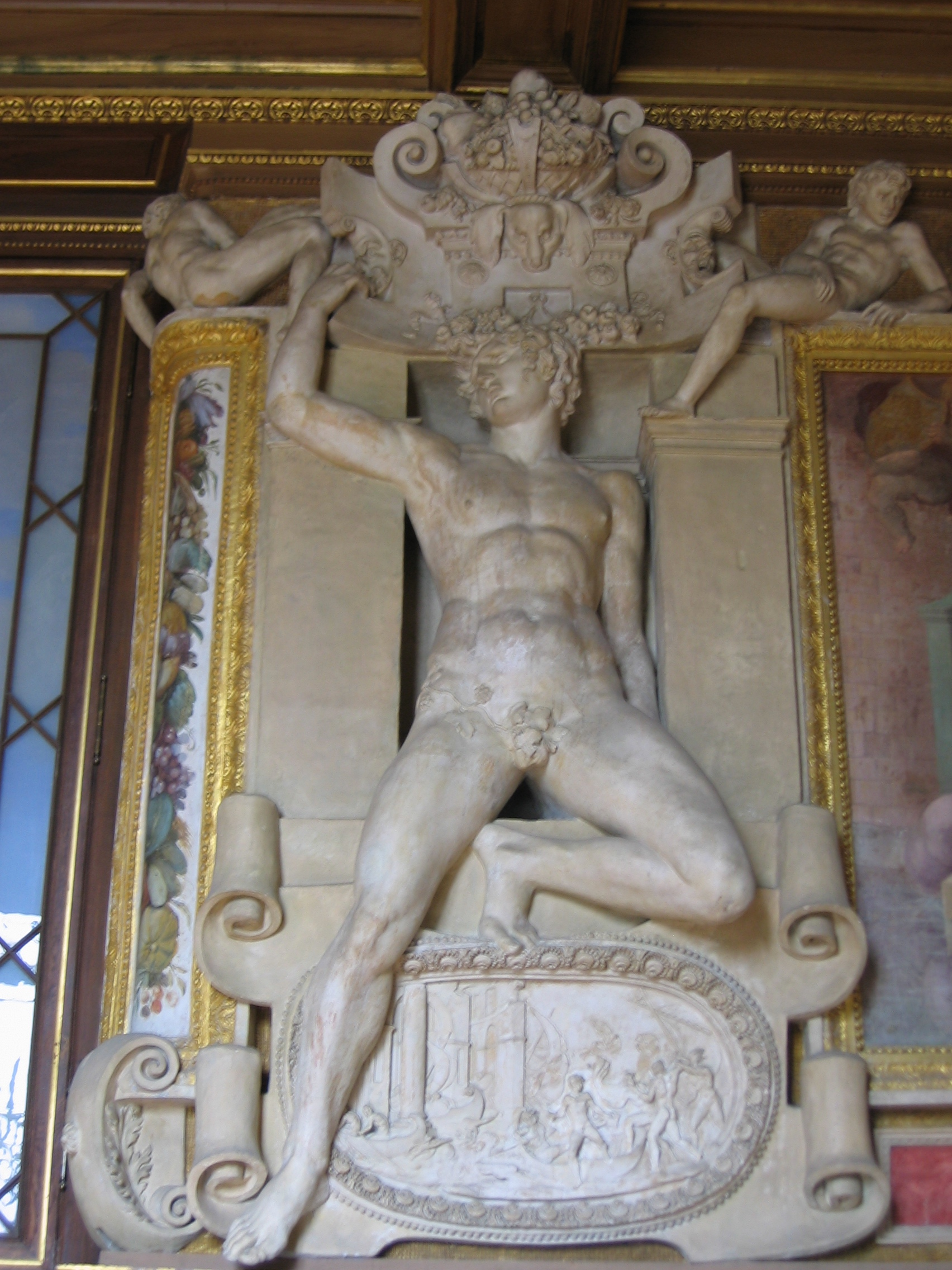
Mann über einer Rollwerkkartusche, Schloss Fontainebleau

Das Rollwerk ist eine Dekorationsform, die hauptsächlich in der Kunst und Architektur des Manierismus und Frühbarock ab etwa 1530 bis zum frühen 17. Jahrhundert vorkommt. Verschränkte und aufgerollte, durchgesteckte und mehrschichtige, plastisch wirkende Bandformen sind ihre Merkmale, die vor allem bei dekorativen Rahmungen, bei Wappen und Kartuschen vorkommen. Daher wird das Rollwerk auch als Kartuschenwerk bezeichnet, entsprechende Gebilde als „Rollwerkkartuschen“. Häufig tritt das Rollwerk in Kombination mit dem Beschlagwerk auf, im Englischen wird beides unter „strapwork“ zusammengefasst.
Entwickelt wurde das Rollwerk um 1530 von italienischen Künstlern in der Schule von Fontainebleau, weiterentwickelt wurde es in den Niederlanden und dort durch Ornamentstiche von Cornelis Floris („Florisstil“) und seinem Schüler Hans Vredeman de Vries verbreitet, in Deutschland durch Virgil Solis. Nach 1570 wurde das Rollwerkornament durch Beschlagwerk und Schweifwerk abgelöst.